# Anne Marie Pohtamo
Anne Marie Pohtamo (sinh ngày 15 tháng 8 năm 1955) là một Hoa hậu Hoàn vũ đến từ Phần Lan. Năm 1975, bà giành danh hiệu Hoa hậu Phần Lan và đại diện cho nước này tham gia cuộc thi Hoa hậu Hoàn vũ tổ chức tại El Salvador và giành chiến thắng. Với danh hiệu đã đạt được, bà trở thành người phụ nữ Phần Lan thứ hai đoạt danh hiệu Hoa hậu Hoàn vũ, sau Armi Kuusela, Hoa hậu Hoàn vũ đầu tiên.
Sau khi đăng quang, Pohtamo theo đuổi sự nghiệp người mẫu và diễn viên điện ảnh. Bà cưới Arto Hietanen vào năm 1980 và bây giờ là mẹ của 4 đứa con.